# Ołowianka (lina)

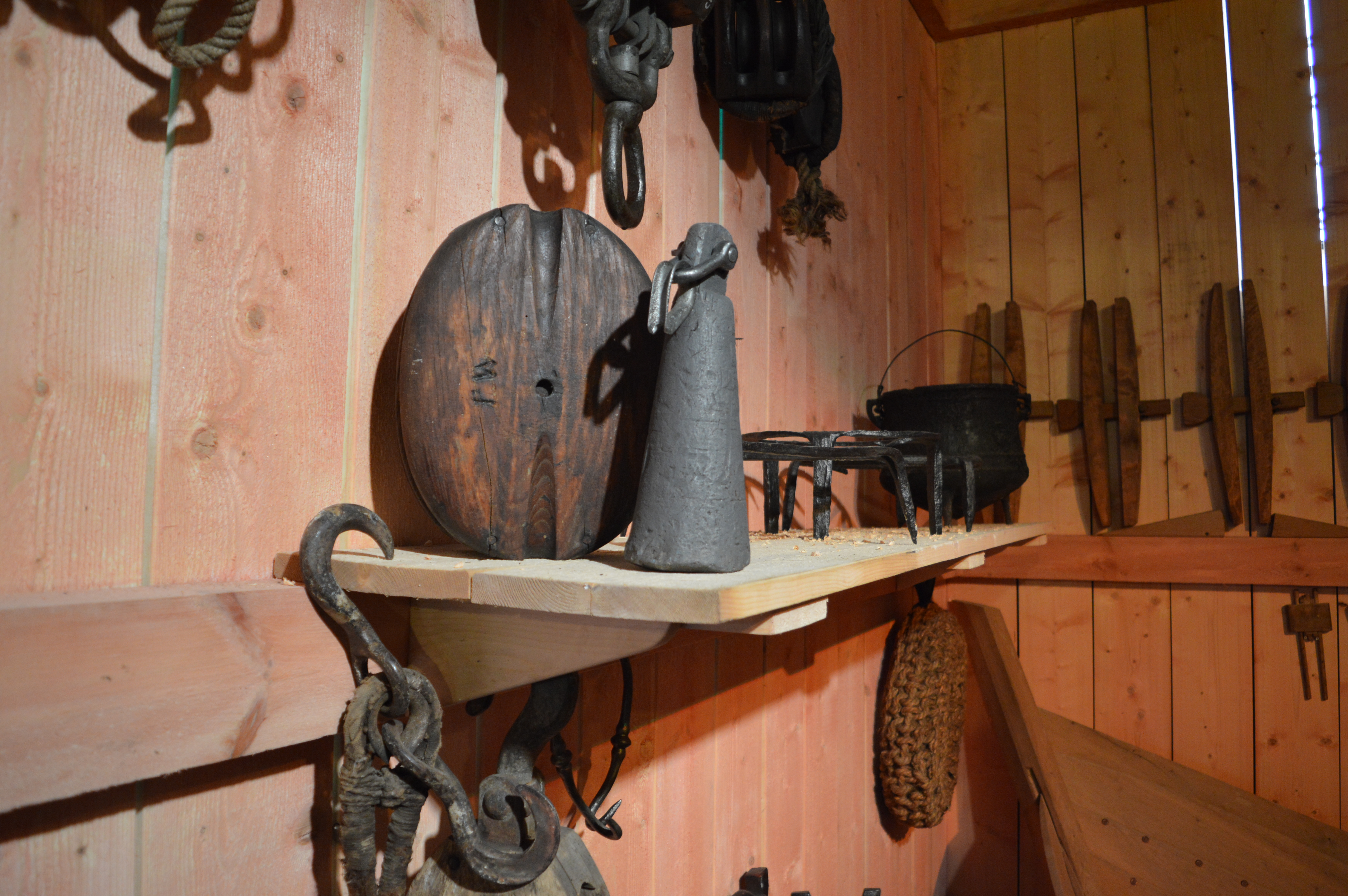
Ciężarek do sondy na wystawie w Muzeum Rybołówstwa w Helu

Ołowianka (sonda ręczna) – w nawigacji przyrząd do ręcznego pomiaru głębokości akwenu.
Ołowianka jest wyskalowaną nierozciągliwą linką z metalowym (zwykle odlanym z ołowiu – stąd nazwa) obciążnikiem na jednym końcu.
Niegdyś miała szerokie zastosowanie w żegludze (bezpośrednio w locji) obiektów pływających. Obecnie, z uwagi na powszechne użycie echosond, stosowana sporadycznie.
Sonda ręczna składała się z dwóch, niekiedy trzech części: obciążnika (ciężarka), linki pomiarowej (tzw. sondolinki), czasem także wałka (szpuli) do nawijania linki. Podczas rzucania sondy z takiej szpuli rozwijane były linki ołowianek przeznaczonych do sondowań na dużych głębokościach.